# Bulcy
Bulcy – miejscowość i gmina we Francji, w regionie Burgundia-Franche-Comté, w departamencie Nièvre.
Według danych na rok 1990 gminę zamieszkiwało 168 osób, a gęstość zaludnienia wynosiła 20 osób/km² (wśród 2044 gmin Burgundii Bulcy plasuje się na 743. miejscu pod względem liczby ludności, natomiast pod względem powierzchni na miejscu 1023.).